# Hogar
Hogar is een Spaanse film uit 2020, geregisseerd door Àlex Pastor en David Pastor. De film werd op 25 maart 2020 vrijgegeven op Netflix.

## Verhaal
Javier was ooit een succesvol reclameman, maar tegenwoordig leeft hij in een andere realiteit. Hij is al een jaar werkloos en wordt keer op keer afgewezen tijdens sollicitatiegesprekken. Hij kan het luxe appartement waarin hij en zijn gezin wonen niet meer betalen, waardoor hij gedwongen is te verhuizen naar een eenvoudiger appartement in een veel bescheidener buurt. Wanneer Javier een set sleutels vindt van zijn oude appartement, besluit hij het leven van het gezin dat er nu woont te infiltreren.

## Rolverdeling
| Acteur             | Personage    |
| ------------------ | ------------ |
| Javier Gutiérrez   | Javier Muñoz |
| Mario Casas        | Tomás        |
| Bruna Cusí         | Lara         |
| Ruth Díaz          | Marga        |
| Iris Vallés Torres | Mónica       |
| Cristian Muñoz     | Dani         |
| David Ramírez      | Damián       |
| David Selvas       | Darío        |

## Ontvangst

### Recensies
Op Rotten Tomatoes geeft 60% van de 20 recensenten de film een positieve recensie, met een gemiddelde score van 6/10.